# Leo van Huêt
Leo van Huêt (Den Haag) is een Nederlands voormalig korfbalscheidsrechter.

## Carrière als Scheidsrechter
Van Huêt was vooral in de jaren '80 een van Nederlands beste korfbalscheidsrechters. Zo floot hij gedurende de jaren '80 in de Hoofdklasse, het hoogste Nederlandse niveau.
Hij stopte medio jaren '90 op het hoogste niveau.

## Wedstrijden
Van Huêt floot een aantal belangrijke wedstrijden, zoals onder andere de Nederlandse veldfinale van 1988 en 1990. Hij floot 1 maal de Nederlandse zaalfinale, namelijk in 1989.

## Internationaal
Van Huêt was ook een officiële scheidsrechter van het IKF. In dienst van deze internationale bond floot hij onder andere de finale van het Aziatisch-Oceanisch kampioenschap korfbal 1990.
Ook floot hij op het WK van 1991.